# Lijst van platenlabels V
Dit is een lijst van platenlabels met als beginletter een V.
- V-Disc
- V.I.P. Records
- V Recordings
- V2 Benelux
- V2 Records
- Vagrant Records
- Valcour Records
- Valiant Records
- Valley Entertainment
- Valley Records
- Valve Recordings
- Valve Records
- Valve Records
- Van Dyke Records
- Van Richter Records
- Vandit
- Vanguard Records
- Varèse-Sarabande Records
- Vatican Analog
- VAWS (Verlag und Agentur Werner Symanek)
- VDE-Gallo Records
- V E Records
- VEB Deutsche Schallplatten
- Vee-Jay Records

- Velour Recordings
- Velvet Blue Music
- Velvet Tone Records
- Vena Records
- Vendetta Records
- Vendlus Records
- Venus Records
- Verity Records
- Vermin Scum
- Vertigo Records
- Verve Records
- Very Small Records
- VI Music
- Vicious Vinyl
- Vicor Music Corporation
- Victoria Records
- Victory Records
- ViK. Recordings
- Vim Records
- Vinyl Solution
- Violence Recordings
- The Viper Label
- Virgin Records

- Virgin Schallplatten
- Virt Records
- Virus Recordings
- V.I.S.A.
- Visible Noise
- Vision Quest Records
- Vitamin Records
- Viva Records (Verenigde Staten)
- VIVA Records (Filipijnen)
- Vocalion Records
- Vogue Records
- Voiceprint Records
- Voices of Wonder
- Voidstar Productions
- Volcano Entertainment
- Volcom Entertainment
- Volition Records
- Volkoren (platenlabel)
- Volt Records
- Vox Records
- Vox Records
- VP Records
- V/Vm Test Records